# Граф Арундел

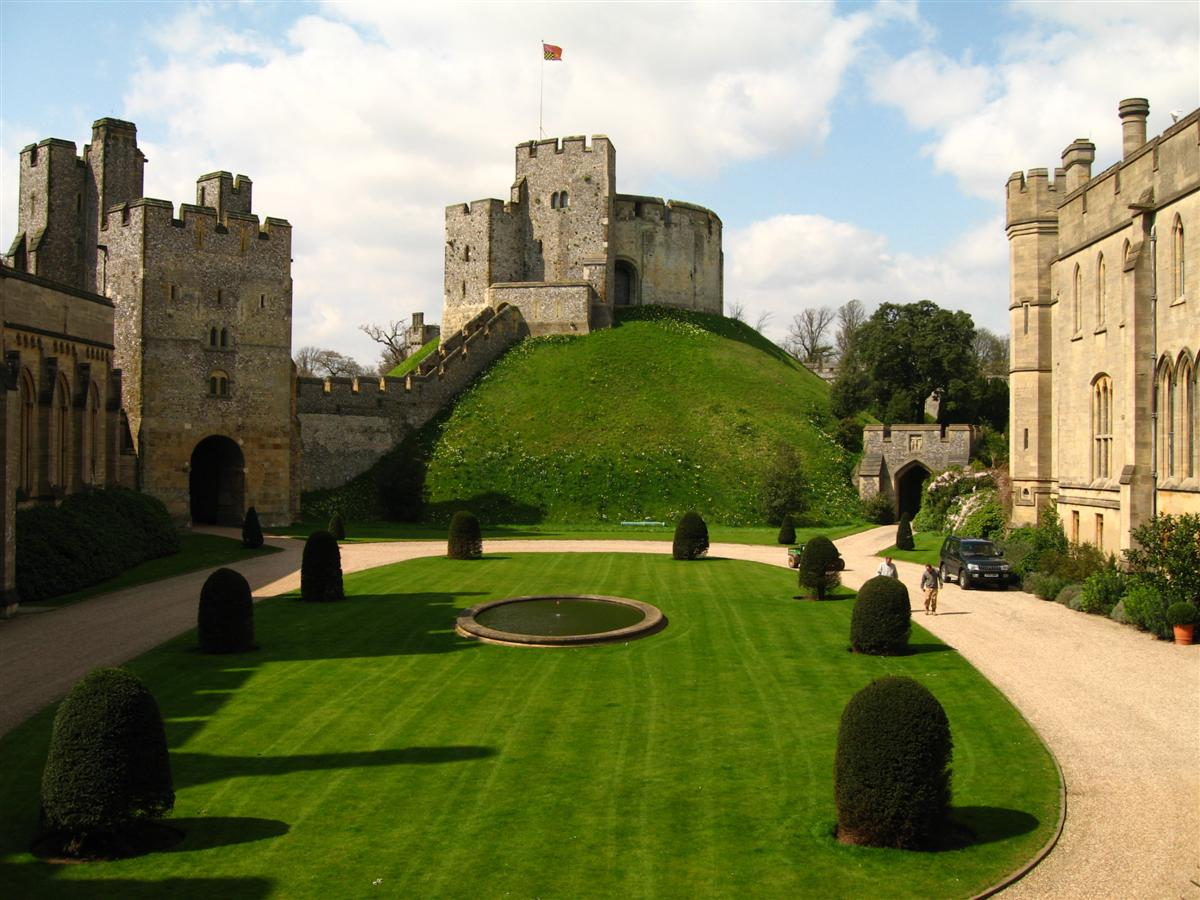
Резиденция графов Арунделов — одноимённый замок в Суссексе

Граф Арундел (англ. Earl of Arundel) — старейший из ныне существующих графских титулов Англии. Титул графа Арундела был учреждён в 1138 или 1141 году королём Стефаном Блуаским для англонормандского аристократа Уильяма д’Обиньи и до настоящего времени принадлежит его потомкам. До середины XIII века носители титула часто именовались также графами Суссекса. После прекращения мужской линии рода д’Обиньи в 1243 году титул перешёл по наследству к дому Фицалан, который, в свою очередь, пресёкся в 1580 году. С этого времени графами Арундел являются представители дворянского рода Говардов. C 1660 года по настоящее время носители титула также обладают титулом герцогов Норфолк. Действующий носитель титула — Эдвард Уильям Фицалан-Говард (р. 1956), является 18-м герцогом Норфолк и 36-м графом Арундел. Главной резиденцией графов Арундел с момента учреждения этого титула в XII веке и до настоящего времени является замок Арундел в Суссексе.

## История титула
Титул графа Арундел был пожалован в 1138 или 1141 году Уильяму д’Обиньи, выходцу из средней англонормандской аристократии, который женился на Аделизе Лувенской, вдовствующей королеве Англии. В качестве приданого Аделиза принесла своему супругу замок Арундел и обширные владения в Суссексе. Король Стефан Блуаский, заинтересованный в поддержке английских баронов в условиях разворачивающейся войны со сторонниками императрицы Матильды, активно учреждал новые дворянские титулы, одним из которых и стал титул графа Арундела. После вступления на престол Генриха II в 1154 году Уильям д’Обиньи был утверждён во владении замком Арундел и графским титулом. Первые графы Арундел из рода д’Обиньи, хотя и являлись одними из крупнейших и наиболее знатных баронов королевства, в политической истории Англии играли достаточно скромную роль. Исключением являлся лишь Уильям д’Обиньи, 3-й граф Арундел (ум. 1221), один из близких соратников и фаворитов короля Иоанна Безземельного и участник Пятого крестового похода. Со смертью его сына в 1243 году мужская линия дома д’Обиньи угасла. Родовые земли были разделены между наследниками сестёр последнего графа. 

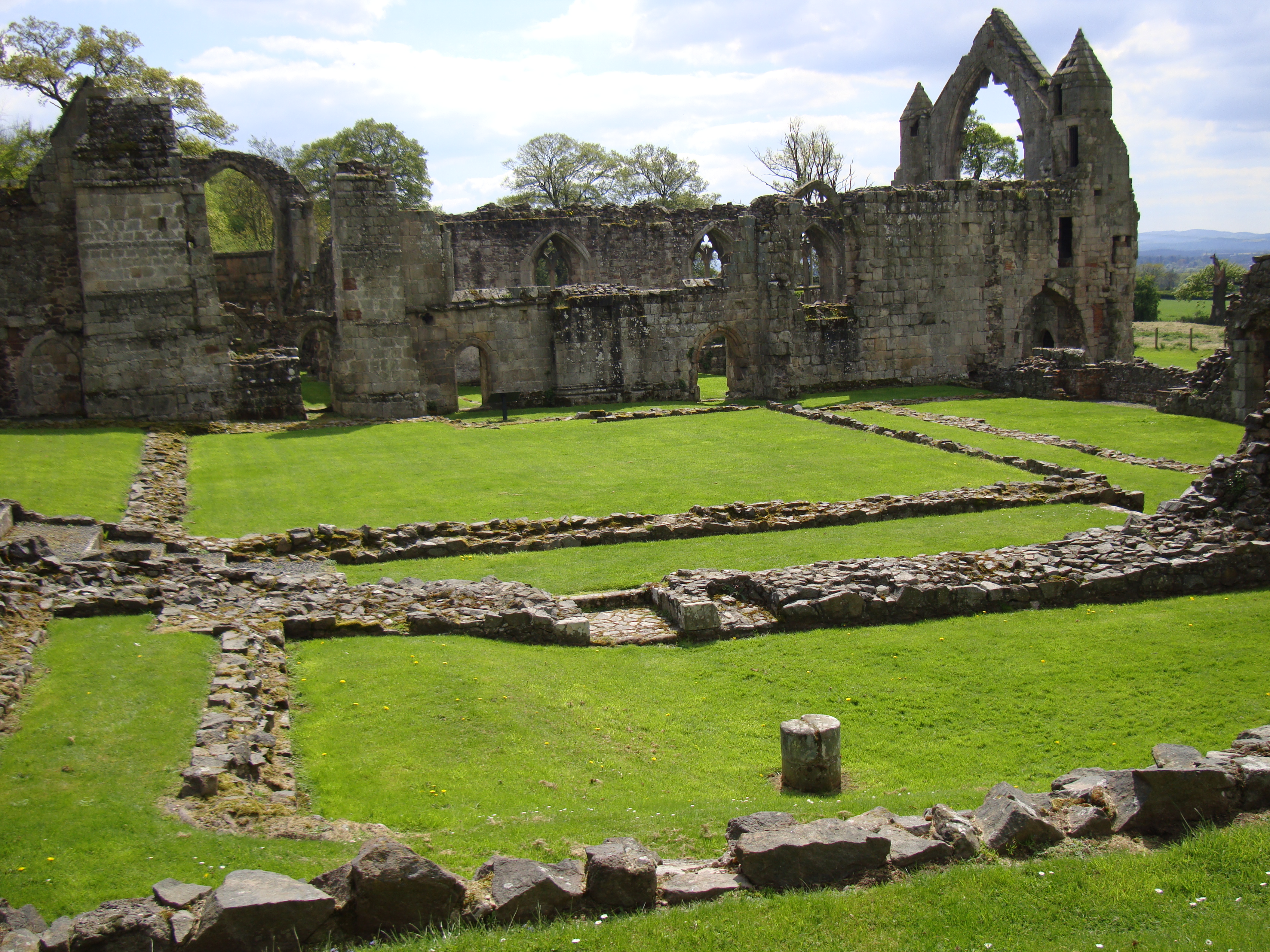
Руины Хафмондского аббатства, которое служило усыпальницей средневековых Арунделов

Замок Арундел и связанные с ним владения в 1243 году достались сыну дочери Уильяма д’Обиньи, Джону Фицалану (ум. 1267). Джон происходил из старшей линии дома Фицалан, имевшего бретонское происхождение, чьи владения располагались, главным образом, в Шропшире, на границе с Уэльсом. Фицаланы играли важную роль в нормандской экспансии в Уэльсе и были одними из наиболее значительных баронов северной части Валлийской марки. Младшая линия дома при Давиде I обосновалась в Шотландии, где её представители, получив наследственную должность лорда-стюарда Шотландии, вскоре стали известны под фамилией Стюарт. В 1371 году Стюарты унаследовали шотландский королевский престол, основав одну из наиболее могущественных монарших династий Европы. Старшая линия Фицаланов осталась в Англии, где после приобретения замка и владений Арундел, также вышла в число ведущих аристократических семей Английского королевства. Сведений о том, что Джон Фицалан II или его сын Джон Фицалан III (ум. 1272) использовали титул графа Арундел, нет. Очевидно они стали считаться таковыми лишь после утверждения королевской грамоты графам Арундел в 1433 году. Достоверно известно, что титулом графа уже обладал Ричард Фицалан (ум. 1302). Как и его отец и дед, Ричард был активным участником англо-валлийского противостояния и сыграл существенную роль в завоевании Уэльса Эдуардом I.
Эдмунд Фицалан, 9-й граф Арундел (ум. 1326), был талантливым военачальником, участвовал в войнах в Шотландии и движении лордов-ордайнеров в начале правления Эдуарда II. Позднее, однако, он перешёл на сторону короля и Деспенсеров, что позволило ему получить часть обширных владений Мортимеров и должности юстициара и наместника Уэльса. Но в результате государственного переворота королевы Изабеллы и Роджера Мортимера в 1326 году он был казнён, а его владения и титул графа Арундела конфискованы. Лишь в 1331 году, после свержения Мортимера, титул был восстановлен для старшего сына Эдварда Ричарда Фицалана (ум. 1376). Помимо земель и замков Фицаланов и д’Обиньи Ричард в 1347 году унаследовал обширные владения дома де Варенн, к которому принадлежала его мать, что сделало его одним из богатейших баронов Англии и дало право на ношение титула графа Суррея. Ричард был близким соратником Эдуарда Чёрного принца и командовал английскими войсками в войнах с Шотландией и Францией, в том числе в битве при Креси. Его сын Ричард Фицалан, 11-й граф Арундел (ум. 1397) был адмиралом Англии и главнокомандующим английским флотом в период Столетней войны, а позднее являлся одним из лидеров движения лордов-апеллянтов против короля Ричарда II и руководителем «Безжалостного парламента» 1388 года. В 1397 году он был казнён по обвинению в государственной измене, а титул графа Арундела конфискован. Сын Ричарда, Томас (ум. 1415) оказал поддержку Генриху IV Ланкастеру в завоевании английского престола, за что получил обратно владения своего рода и титулы графа Арундела и Суррея. В дальнейшем Томас был одним из советников короля, руководил борьбой с восстанием Оуайна Глендура в Уэльсе, участвовал в завоевании Нормандии Генрихом V, но погиб при осаде Арфлёра.

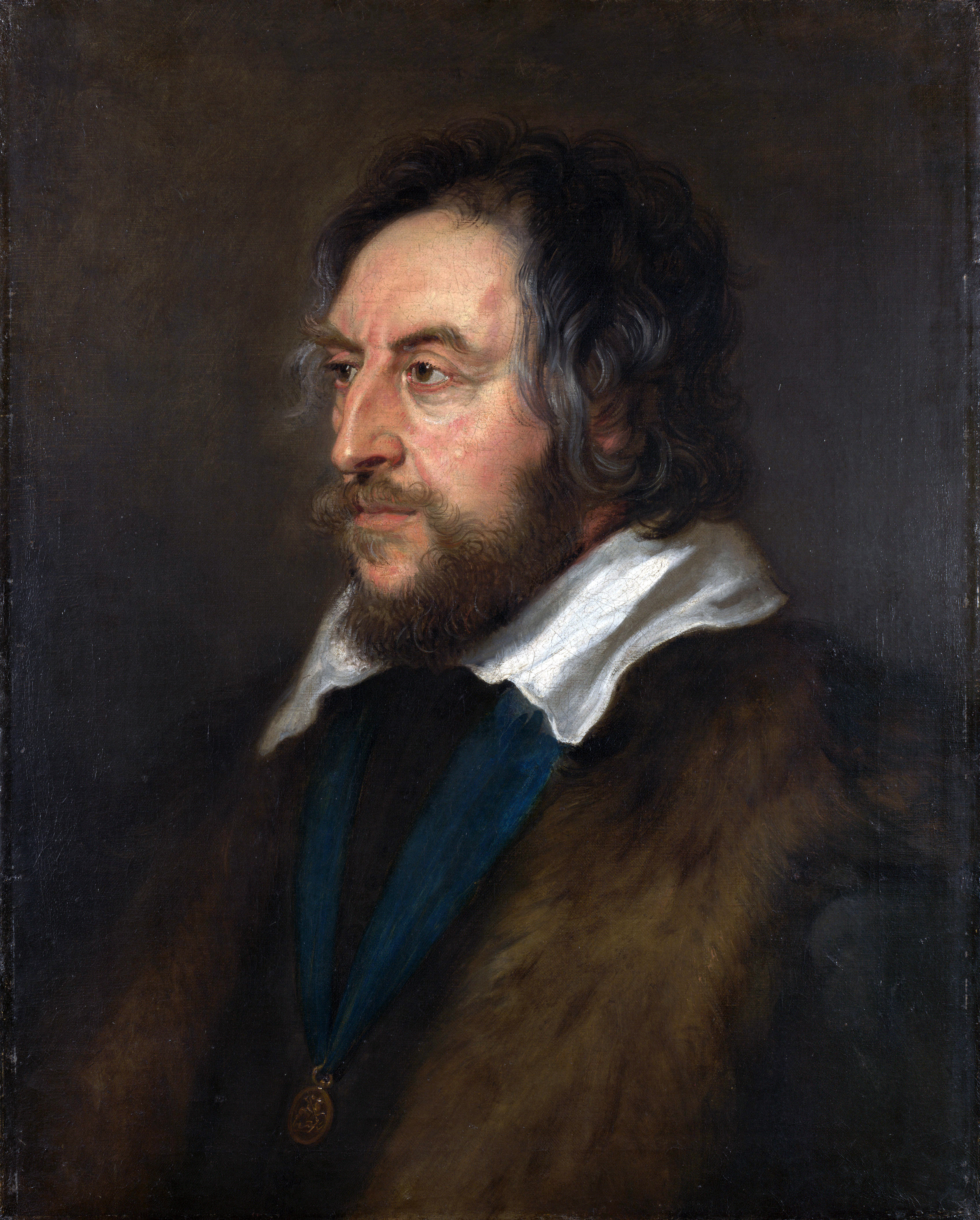
Томас Говард, 21-й граф Арундел. Портрет работы Рубенса

Томас Фицалан не имел детей, поэтому после его смерти владения Фицаланов были разделены между его сёстрами, титул графа Суррея перестал существовать, а титул графа Арундел вместе с замком перешёл к его двоюродному брату Джону, 13-му графу Арундел (ум. 1421). Однако претензии на титул графа Арундела выдвинули также герцоги Норфолк из рода Моубрей, происходившие от старшей сестры 12-го графа. В 1433 году титул был, наконец, признан за Джоном Фицаланом (ум. 1435), которому покровительствовал регент Бедфорд и который в 1434 году был пожалован титулом герцога Турени. Его потомки в период войны Алой и Белой розы выступали на стороне Йорков, однако в целом графы Арундел во второй половине XV — начале XVI века оставались на вторых ролях в политической жизни страны. Лишь Генри Фицалан, 19-й граф Арундел (ум. 1580), возродил могущество дома: в период несовершеннолетия Эдуарда VI он был одним из членов регентского совета, обладая должностями графа-маршала Англии и лорда-камергера, участвовал в свержении герцога Сомерсета в 1549 году и поддерживал передачу престола королеве Марии. При Елизавете I Генри Фицалан в целом сохранил своё влияние и богатство, хотя неоднократно участвовал в заговорах против королевы. С его смертью, однако, мужская линия дома Фицаланов пресеклась. Титул графа Арундел унаследовал Филипп Говард (ум. 1595), сын дочери Генри Фицалана. Потомки Филиппа из дома Говардов продолжают носить этот титул до настоящего времени.
Говарды, из-за своего католицизма находившиеся в немилости при Елизавете I, восстановили свои позиции посте вступления на престол Якова I в 1603 году. Томас Говард, 21-й граф Арундел (умер в 1646), прославился как покровитель искусств, собравший одну из богатейших коллекций живописи, скульптуры и графики Античности (Арунделевская коллекция) и эпохи Возрождения. Его внук Томас, 23-й граф Арундел (умер в 1677), в 1660 году был признан герцогом Норфолком. С этого времени титул графа Арундела принадлежит герцогам Норфолк. В настоящее время его носителем является Эдвард Фицалан-Говард (родился в 1956), 18-й герцог Норфолк, который также обладает титулами 19-го графа Суррея, 16-графа Норфолк, 13-го барона Бомонта, 20-го барона Мальтраверса, 16-го барона Фицалана из Клана и Освестри и 5-го барона Говарда из Глоссопа. Ему также принадлежат почётная должность графа-маршала Англии. Кроме того, в качестве «титула учтивости» титул графа Арундел используется его старшим сыном Генри Фицаланом-Говардом (родился в 1987).

## Список графов Арундел

Герб домов д’Обиньи и Фицалан

Герб дома Говард

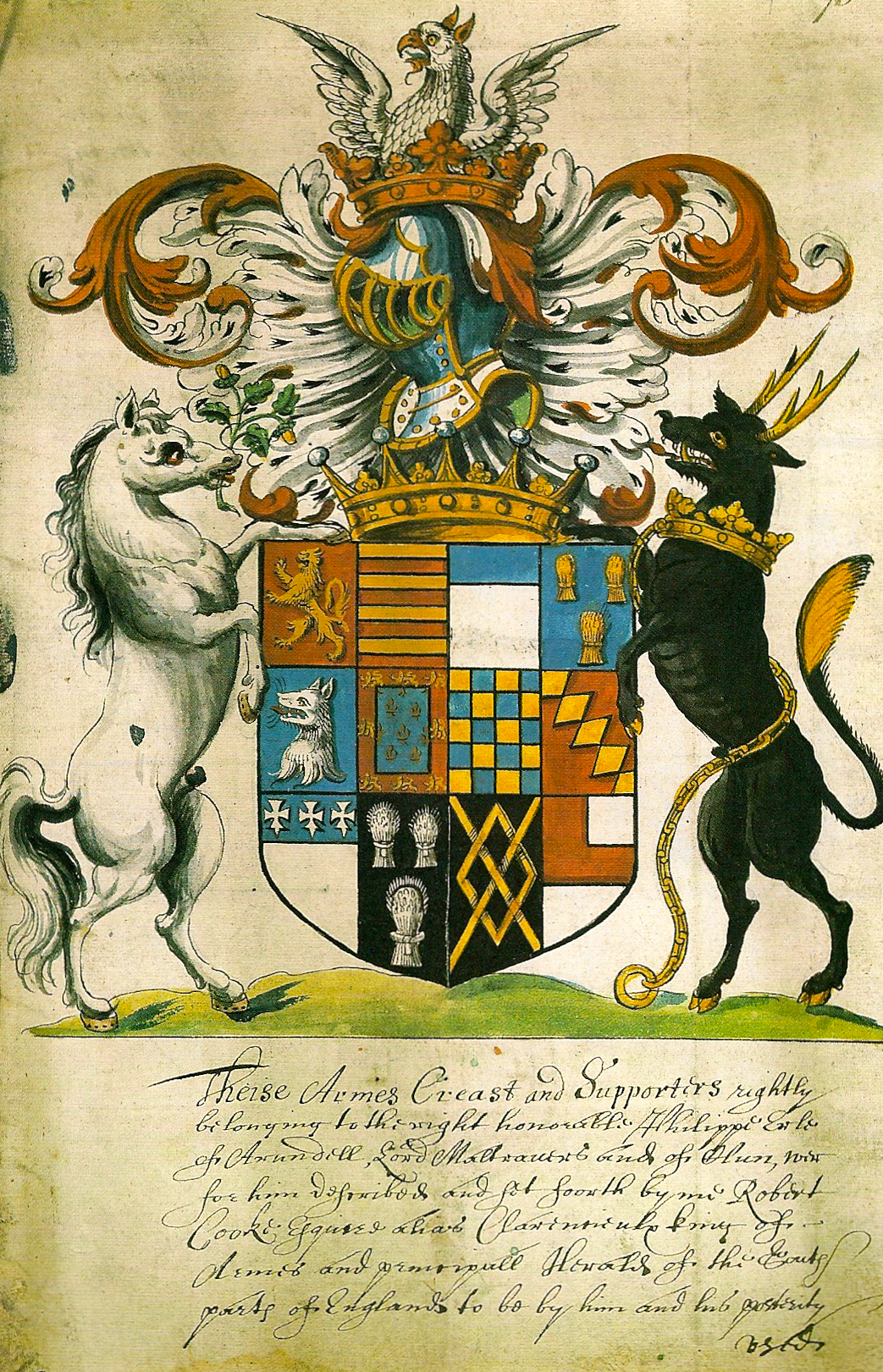
Герб 20-го графа Арундел

- Уильям д’Обиньи, 1-й граф Арундел (ум. 1176), также граф Линкольн (1139—1140);
- Уильям д’Обиньи, 2-й граф Арундел (ум. 1193), сын предыдущего;
- Уильям д’Обиньи, 3-й граф Арундел (ум. 1221), сын предыдущего;
- Уильям д’Обиньи, 4-й граф Арундел (ум. 1224), сын предыдущего;
- Хью д’Обиньи, 5-й граф Арундел (1215—1243), брат предыдущего;
- Джон Фицалан, 6-й граф Арундел (ум. 1267), племянник предыдущего;
- Джон Фицалан, 7-й граф Арундел (1246—1272), сын предыдущего;
- Ричард Фицалан, 8-й граф Арундел (1267—1302), сын предыдущего;
- Эдмунд Фицалан, 9-й граф Арундел (1285—1326), сын предыдущего, титул конфискован в 1326 году;
- Ричард Фицалан, 10-й граф Арундел (ум. 1376), 9-й граф Суррей (с 1347), сын предыдущего, титул восстановлен в 1331 году;
- Ричард Фицалан, 11-й граф Арундел, 10-й граф Суррей (1346—1397), сын предыдущего, титулы конфискованы в 1397 году;
- Томас Фицалан, 12-й граф Арундел, 11-й граф Суррей (1381—1415), сын предыдущего, титулы восстановлены в 1400 году;
- Джон Фицалан, 13-й граф Арундел, (1385—1421), 2-й барон Арундел (с 1390), 1-й барон Мальтраверс (с 1415), двоюродный брат предыдущего;
- Джон Фицалан, 14-й граф Арундел (1408—1435), сын предыдущего;
- Хамфри Фицалан, 15-й граф Арундел (1429—1438), сын предыдущего;
- Уильям Фицалан, 16-й граф Арундел (1417—1487), дядя предыдущего;
- Томас Фицалан, 17-й граф Арундел (1450—1524), сын предыдущего;
- Уильям Фицалан, 18-й граф Арундел (1476—1544), сын предыдущего;
- Генри Фицалан, 19-й граф Арундел (1512—1580), 3-й барон Мальтраверс (с 1390), сын предыдущего;
- Филипп Говард, 20-й граф Арундел (1557—1595), сын Томаса Говарда, 4-го герцога Норфолка и дочери предыдущего, титул конфискован в 1589 году;
- Томас Говард, 21-й граф Арундел (1585—1646), 4-й граф Суррей (с 1604), 1-й граф Норфолк (с 1644), сын предыдущего, титул восстановлен в 1604 году;
- Генри Говард, 22-й граф Арундел, 5-й граф Суррей, 2-й граф Норфолк (1608—1652), сын предыдущего;
- Томас Говард, 23-й граф Арундел, 6-й граф Суррей, 3-й граф Норфолк (1628—1677), 5-й герцог Норфолк (c 1660), сын предыдущего.

О последующих графах Арундел см.: Герцог Норфолк.